# Індустріальний район (Іжевськ)
Індустріа́льний район — міський район міста Іжевськ, Удмуртія, Росія. Населення району становить 104 410 осіб (2009, 110 174 в 2002). Утворений 1 лютого 1963 року. Площа району становить 24 км².
Район є найменш заселеним на найменший за площею. Тут розміщуються такі промислові підприємства як ВАТ «Буммаш», Іжевський радіозавод, ВАТ «Редуктор», ВАТ «Іжмеблі».

## Склад
В районі розміщуються Удмуртський державний університет, 53 садочки, 12 шкіл, республіканська лікарня, Центральний стадіон, льодовий палац, 4 басейни.
Включає в себе такі мікрорайони:
- Східний
- Буммаш
- Пазели
- Нові Ярушки